# NGC 613
NGC 613 је спирална галаксија у сазвежђу Вајар која се налази на NGC листи објеката дубоког неба.
Деклинација објекта је - 29° 25' 7" а ректасцензија 1h 34m 18,4s. Привидна величина (магнитуда) објекта NGC 613 износи 9,9 а фотографска магнитуда 10,7. Налази се на удаљености од 25,503 милиона парсека од Сунца. NGC 613 је још познат и под ознакама ESO 413-11, MCG -5-4-44, VV 824, AM 0132-294, IRAS 01319-2940, PGC 5849.